# Jasmina Suter
Jasmina Suter (* 16. April 1995) ist eine Schweizer Skirennfahrerin. Ihre Stärken liegen in den Disziplinen Super-G und Riesenslalom. Ihre jüngere Schwester Juliana war ebenfalls als Skirennfahrerin aktiv.

## Biografie
Suter begann ihre Karriere im November 2010 mit ihrer ersten Teilnahme an einem FIS-Rennen. Im Januar 2012 nahm sie an den Olympischen Jugend-Winterspielen in Innsbruck teil, wo sie im Riesenslalom die Bronzemedaille gewann und im Slalom mit Platz vier knapp am Podest vorbeifuhr. Im selben Monat folgten die ersten Einsätze im Europacup, im Februar 2012 die ersten Siege bei FIS-Rennen. Zum Abschluss der Saison wurde sie Schweizer Super-G-Juniorenmeisterin. Im Verlaufe des Winters 2012/13 etablierte sie sich allmählich im Europacup.
Ihr Debüt im Weltcup gab Suter am 28. Dezember 2013 im Riesenslalom von Lienz, wo sie im ersten Lauf ausschied. Im Januar 2014 holte sie einen weiteren Junioren-Schweizer-Meistertitel, dieses Mal im Riesenslalom. Verletzungsbedingt verpasste Suter einen grossen Teil der Saison 2014/15, konnte dann aber zum Saisonende den Schweizer Riesenslalom-Meistertitel gewinnen. Zum Auftakt der Weltcupsaison 2015/16 fuhr Suter am 24. Oktober 2015 im Riesenslalom von Sölden auf den 20. Platz und verbuchte damit ihre ersten Weltcuppunkte. Da sie in den sechs darauf folgenden Weltcuprennen ohne Ergebnis blieb, wurde sie wieder im Europacup eingesetzt. Bei den Junioren-Weltmeisterschaften 2016 in Sotschi gewann sie die Goldmedaille im Riesenslalom.
Suter rückte bei den Weltmeisterschaften 2017 in St. Moritz für die verletzte Lara Gut nach und startete im Riesenslalom, schied aber im ersten Lauf aus. Ihr bisher bestes Ergebnis im Weltcup erzielte sie am 23. Januar 2021 mit Platz 6 in der Abfahrt von Crans-Montana. In der Europacupsaison 2020/21 entschied sie die Super-G-Disziplinenwertung für sich. Mit Platz 7 im Super-G von Garmisch-Partenkirchen am 30. Januar 2022 erreichte sie ihr bestes Weltcupresultat in dieser Disziplin.

## Erfolge

### Weltmeisterschaften
- Cortina d’Ampezzo 2021: 18. Abfahrt

### Weltcup
- 2 Platzierungen unter den besten zehn in Einzelrennen

### Weltcupwertungen
| Saison  | Gesamt | Gesamt | Abfahrt | Abfahrt | Super-G | Super-G | Riesenslalom | Riesenslalom | Kombination | Kombination | Parallel | Parallel |
| Saison  | Platz  | Punkte | Platz   | Punkte  | Platz   | Punkte  | Platz        | Punkte       | Platz       | Punkte      | Platz    | Punkte   |
| ------- | ------ | ------ | ------- | ------- | ------- | ------- | ------------ | ------------ | ----------- | ----------- | -------- | -------- |
| 2015/16 | 105.   | 11     | –       | –       | –       | –       | 45.          | 11           | –           | –           |          |          |
| 2016/17 | 100.   | 21     | –       | –       | 48.     | 9       | –            | –            | 42.         | 12          | –        | –        |
| 2018/19 | 91.    | 31     | –       | –       | 40.     | 12      | 49.          | 8            | 20.         | 11          | –        | –        |
| 2019/20 | 94.    | 28     | 51.     | 3       | 50.     | 5       | –            | –            | 23.         | 20          | –        | –        |
| 2020/21 | 45.    | 129    | 22.     | 71      | 24.     | 51      | –            | –            | –           | –           | 24.      | 7        |
| 2021/22 | 66.    | 82     | 40.     | 18      | 28.     | 60      | –            | –            | –           | –           | 27.      | 4        |
| 2023/24 | 66.    | 85     | 46.     | 4       | 25.     | 70      | 45.          | 11           | –           | –           | –        | –        |

### Europacup
- Saison 2017/18: 7. Riesenslalomwertung
- Saison 2019/20: 8. Gesamtwertung, 3. Super-G-Wertung
- Saison 2020/21: 1. Super-G-Wertung
- Saison 2021/22: 7. Gesamtwertung, 4. Super-G-Wertung
- 11 Podestplätze, davon 2 Siege:

| Datum            | Ort           | Land    | Disziplin |
| ---------------- | ------------- | ------- | --------- |
| 16. Februar 2020 | Crans-Montana | Schweiz | Super-G   |
| 2. März 2021     | Val di Fassa  | Italien | Super-G   |

### Juniorenweltmeisterschaften
- Roccaraso 2012: 22. Super-G
- Québec 2013: 6. Riesenslalom, 11. Super-G, 19. Abfahrt
- Jasná 2014: 5. Riesenslalom, 15. Slalom, 15. Super-Kombination, 28. Super-G
- Sotschi 2016: 1. Riesenslalom, 9. Super-G, 14. Abfahrt

### Weitere Erfolge
- 2 Schweizer Meistertitel (Super-G 2015 und Riesenslalom 2022)
- 2 Schweizer Juniorenmeistertitel (Super-G 2012, Riesenslalom 2014)
- Olympische Jugend-Winterspiele 2012: 3. Riesenslalom, 4. Slalom
- 7 Siege in FIS-Rennen
- 1 Sieg im South American Cup